# Teodoro (prefeito pretoriano da África sob Tibério II)
Teodoro (em latim: Theodorus; em grego: Θεόδωρος; romaniz.: Theódoros) foi um oficial bizantino do século VI, ativo durante o reinado do imperador Tibério II (r. 574–582). Ocupou a posição de prefeito pretoriano da África, como confirmado pela constituição datada de 11 de agosto de 582 que lhe foi endereçada por Tibério II e Maurício. Esse documento confirmou uma constituição prévia, do tempo de Justino II (r. 565–578) sobre a situação dos dos filhos dos adscritícios (adscripticii) e ingênuos (ingenuae) na África.